# Леметр, Анри
Анри Леметр (фр. Henri Lemaître; 17 октября 1921, Мортсел, Бельгия — 20 апреля 2003, Рим, Италия) — бельгийский прелат и ватиканский дипломат. Титулярный архиепископ Тонгреса с 30 мая 1969 по 20 апреля 2003. Апостольский делегат во Вьетнаме и Камбодже с 30 мая 1969 по 19 декабря 1975. Апостольский про-нунций в Уганде с 19 декабря 1975 по 16 ноября 1981. Апостольский про-нунций в Дании, Исландии, Норвегии, Финляндии и Швеции с 16 ноября 1981 по 28 марта 1992. Апостольский нунций в Нидерландах с 28 марта 1992 по 8 февраля 1997.